# Audi Q3 FJ
Der Audi Q3 FJ (interne Typbezeichnung FJ) ist die dritte Generation des Kompakt-SUV Audi Q3 des deutschen Automobilherstellers Audi. Er wurde im Juni 2025 vorgestellt, wird ab Sommer 2025 gebaut und soll im Oktober desselben Jahres im Handel erhältlich sein.

## Modellgeschichte und Produktion
Das Fahrzeug wurde am 16. Juni 2025 vorgestellt und wird ab Sommer 2025 gemeinsam mit dem Cupra Terramar als Nachfolgemodell des Q3 F3 in Győr bei Audi Hungaria in Serie produziert. Im Herbst 2026 soll parallel eine Produktion im Stammwerk Ingolstadt anlaufen.

## Technik

### Karosserie
Der Q3 FJ ist 4,53 m lang und 1,86 m breit. Der Radstand beträgt 2,68 m. Er wird erstmal nur als klassischer Kombi-SUV angeboten. Das Kofferraumvolumen beträgt bei Standardeinstellung 488 Liter, wenn man die Rückbank weitmöglichst nach vorne rückt, beträgt es 575 Liter. Nach dem Umlegen der Rückbank werden es 1386 Liter. Der cw-Wert liegt bei 0,30.
Die Karosseriegestaltung orientiert sich an der neuen, aktuellen Designsprache von Audi. Der Kühlergrill ist nun breiter und hat eine wabenförmige Struktur. Die Scheinwerfer sind zweigeteilt, oben sitzen in Tagfahrlicht und Blinker, unten Abblend- und Fernlicht. Die Heckleuchten bestehen aus drei Teilen: Die zwei optischen Heckleuchten, darunter sitzt ein durchgängiges LED-Band mit Bremslicht.

### Lichttechnik
An der Front sitzen optional digitale Matrix-LED-Scheinwerfer mit Mikro-LED-Technologie, deren 25.600 Mikro-LEDs pro Seite die Straße noch heller beleuchten und Symbole auf die Straße projizieren können. Am Heck gibt es die Heckleuchten optional als OLED-1.0-Variante mit eingeschränkt wählbaren Lichtsignaturen.

### Lenkstockschaltmodule
Statt herkömmlicher Lenkstockschalter kommen Schaltmodule zum Einsatz, die sich nicht mehr als ganze Einheit bewegen, sondern statisch bleiben. Am rechten Schaltmodul wird das Endstück nach oben, unten oder hinein gedrückt, um die Fahrrichtung bzw. Parkposition auszuwählen, am linken werden auf dieselbe Weise Blinker und Scheibenwischer bedient. Längeres Drücken aktiviert die Scheibenwischanlage. Über ein zusätzliches Rädchen wird die Sensibilität des Regensensors eingestellt und eine weitere kleine Taste steuert die Heckscheibenwischfunktionen.

### Motoren
Den Q3 FJ gibt es mit einem 1,5-Liter- oder 2,0-Liter-Ottomotor, einem 2,0-Liter-Dieselmotor und als Plug-in-Hybrid mit einer elektrischen Reichweite von bis zu 120 km.

## Technische Daten

### Ottomotoren
|                                                 | 1.5 TFSI                    | 2.0 TFSI                    | 2.0 TFSI                    |
| ----------------------------------------------- | --------------------------- | --------------------------- | --------------------------- |
| Bauzeitraum                                     | seit 06/2025                | seit 07/2025                | seit 06/2025                |
| Motorbaureihe                                   | VW EA211 evo 2              | VW EA888                    | VW EA888                    |
| Motorart                                        | Ottomotor                   | Ottomotor                   | Ottomotor                   |
| Einbauposition                                  | Frontmotor                  | Frontmotor                  | Frontmotor                  |
| Motorbauart                                     | Reihenbauart                | Reihenbauart                | Reihenbauart                |
| Motoraufladung                                  | Turbolader                  | Turbolader                  | Turbolader                  |
| Gemischaufbereitung                             | Direkteinspritzung          | Direkteinspritzung          | Direkteinspritzung          |
| Zylinder/Ventile                                | 4/4                         | 4/4                         | 4/4                         |
| Hubraum                                         | 1498 cm³                    | 1984 cm³                    | 1984 cm³                    |
| max. Leistung bei min−1                         | 110 kW (150 PS) / 5000–6000 | 150 kW (204 PS) / 4500–6000 | 195 kW (265 PS) / 5000–6500 |
| max. Drehmoment bei min−1                       | 250 Nm / 1500–3500          | 320 Nm / 1500–4400          | 400 Nm / 1650–4350          |
| Antriebsart                                     | Vorderradantrieb            | Allradantrieb               | Allradantrieb               |
| Getriebe, Serie                                 | 7-Gang-S-tronic             | 7-Gang-S-tronic             | 7-Gang-S-tronic             |
| Getriebe, Option                                | —                           | —                           | —                           |
| Leergewicht                                     | 1635 kg                     | 1735 kg                     | 1750 kg                     |
| max. Anhängelast                                | 1800 kg                     | 2000 kg                     | 2100 kg                     |
| Beschleunigung, 0–100 km/h                      | 9,1 s                       | 7,1 s                       | 5,7 s                       |
| Höchstgeschwindigkeit                           | 209 km/h                    | 229 km/h                    | 240 km/h                    |
| Kraftstoffverbrauch WLTP auf 100 km, kombiniert | 6,0–6,6 l Super             | 7,8–8,4 l Super             | 8,5–9,0 l Super             |
| CO2-Emission, WLTP                              | 137–151 g/km                | 176–192 g/km                | 193–205 g/km                |
| Abgasnorm nach EU-Klassifikation                | Euro 6e                     | Euro 6e                     | Euro 6e                     |

### Dieselmotor
|                                                 | 2.0 TDI                     |
| ----------------------------------------------- | --------------------------- |
| Bauzeitraum                                     | seit 2025                   |
| Motorbaureihe                                   | VW EA288 evo                |
| Motorart                                        | Dieselmotor                 |
| Einbauposition                                  | Frontmotor                  |
| Motorbauart                                     | Reihenbauart                |
| Motoraufladung                                  | Turbolader                  |
| Gemischaufbereitung                             | Common-Rail-Einspritzung    |
| Zylinder/Ventile                                | 4/4                         |
| Hubraum                                         | 1968 cm³                    |
| max. Leistung bei min−1                         | 110 kW (150 PS) / 3000–4200 |
| max. Drehmoment bei min−1                       | 360 Nm / 1600–2750          |
| Antriebsart                                     | Vorderradantrieb            |
| Getriebe, Serie                                 | 7-Gang-S-tronic             |
| Getriebe, Option                                | —                           |
| Leergewicht                                     | 1700 kg                     |
| max. Anhängelast                                | 2000 kg                     |
| Beschleunigung, 0–100 km/h                      | 9,2 s                       |
| Höchstgeschwindigkeit                           | 208 km/h                    |
| Kraftstoffverbrauch WLTP auf 100 km, kombiniert | 5,3–5,8 l Diesel            |
| CO2-Emission, WLTP                              | 139–152 g/km                |
| Abgasnachbehandlung, PM                         | Dieselpartikelfilter        |
| Abgasnachbehandlung, NOX                        | SCR-Katalysator             |
| Abgasnorm nach EU-Klassifikation                | Euro 6e                     |

### Plug-in-Hybrid
|                                                 | 1.5 TFSI e-hybrid                     |
| ----------------------------------------------- | ------------------------------------- |
| Bauzeitraum                                     | seit 2025                             |
| Motorart                                        | Ottomotor + Elektromotor              |
| Einbauposition                                  | Frontmotor                            |
| Motorbauart                                     | Reihenbauart                          |
| Motoraufladung                                  | Turbolader                            |
| Gemischaufbereitung                             | Direkteinspritzung                    |
| Zylinder/Ventile                                | 4/4                                   |
| Hubraum                                         | 1498 cm³                              |
| max. Leistung bei min−1                         | 200 kW (272 PS) / 5500–6000 (1)       |
| max. Drehmoment bei min−1                       | 400 Nm / 1500–4000 (2)                |
| Antriebsart                                     | Vorderradantrieb                      |
| Getriebe, Serie                                 | 6-Gang-S-tronic                       |
| Getriebe, Option                                | —                                     |
| Leergewicht                                     | 1900 kg                               |
| max. Anhängelast                                | 1400 kg                               |
| Beschleunigung, 0–100 km/h                      | 6,8 s                                 |
| Höchstgeschwindigkeit                           | 215 km/h (elektrisch: 140 km/h)       |
| Kraftstoffverbrauch WLTP auf 100 km, kombiniert | 1,7–2,2 l Super + 13,9–15,0 kWh Strom |
| CO2-Emission, WLTP                              | 39–49 g/km                            |
| Abgasnorm nach EU-Klassifikation                | Euro 6e                               |

Quellen: